# Obština Nikola Kozlevo
Obština Nikola Kozlevo (bulharsky Община Никола Козлево) je bulharská jednotka územní samosprávy v Šumenské oblasti. Leží ve východním Bulharsku ve vysočinách Dolnodunajské nížiny. Sídlem obštiny je ves Nikola Kozlevo, kromě ní zahrnuje obština 10 vesnic. Žije zde necelých 6 tisíc stálých obyvatel.

## Sídla
| - Cani Ginčevo - Cărkvica - Chărsovo - Karavelovo | - Krasen Dol - Kriva Reka - Nikola Kozlevo (sídlo správy) - Pet Mogili | - Ružica - Vălnari - Vekilski |

## Sousední obštiny
| Růžice kompasu |            | Tervel                 | Dobrič-selska | Růžice kompasu |
| Růžice kompasu | Kaolinovo  | Sever                  | Vălči Dol     | Růžice kompasu |
| Růžice kompasu | Kaolinovo  | Obština Nikola Kozlevo | Vălči Dol     | Růžice kompasu |
| Růžice kompasu | Kaolinovo  | Jih                    | Vălči Dol     | Růžice kompasu |
| Růžice kompasu | Novi Pazar |                        |               | Růžice kompasu |

## Obyvatelstvo
V obštině žije 5 838 stálých obyvatel a včetně přechodně hlášených obyvatel 8 981. Podle sčítáni 1. února 2011 bylo národnostní složení následující:
- Turci: 2 883 (50.8 %)
- Bulhaři: 1 299 (22.9 %)
- Romové: 1 176 (20.7 %)
- ostatní: 314 (5.5 %)